# Liste der ARD-Extra-Sendungen
Die Liste der ARD-Extra-Sendungen enthält eine Aufzählung aller Sendungen der ARD-Sondersendung ARD Extra, die aufgrund der COVID-19-Pandemie in Deutschland im März 2020 ins Leben gerufen wurde, inklusive Datum, Titel, Dauer, Moderation und Einschaltquoten. Neben der COVID-19-Pandemie thematisiert die Sendung in seltenen Fällen auch andere Themen, beispielsweise die deutsche EU-Ratspräsidentschaft, die Europapolitik des US-Präsidenten Joe Biden oder ein Orkantief über Deutschland.
Bei den Einschaltquoten ist zu beachten, dass nur die Quoten des Ersten in der Tabelle aufgenommen werden. Da die Sondersendung jedoch teilweise auf weiteren dritten Programmen gesendet wird, muss davon ausgegangen werden, dass die Gesamt-Quoten für die Sendungen höher ausfallen.

## 2020
Falls nicht anders angegeben, war der Sendebeginn um 20:15 Uhr, im Anschluss an die Tagesschau-Hauptausgabe.
| Sendedatum         | Titel                                     | Dauer                                                                      | Moderation (Sendeanstalt) | Zuschauer  | Marktanteil | Quellen |
| ------------------ | ----------------------------------------- | -------------------------------------------------------------------------- | ------------------------- | ---------- | ----------- | ------- |
| 10. März 2020      | Corona in Deutschland – was tun?          | 17 Minuten                                                                 | Ellen Ehni (WDR)          | 6,13 Mio.  | 18,8 %      | [ 1 ]   |
| 12. März 2020      | Corona – droht Stillstand in Deutschland? | 20 Minuten                                                                 | Susanne Stichler (NDR)    | 6,54 Mio.  | 20,5 %      | [ 2 ]   |
| 13. März 2020      | Corona-Krise – Schulen zu, KiTas dicht    | 30 Minuten                                                                 | Fritz Frey (SWR)          | 5,01 Mio.  | 15,1 %      | [ 3 ]   |
| 17. März 2020      | Die Corona-Lage                           | 45 Minuten                                                                 | Susanne Stichler (NDR)    | 6,55 Mio.  | 17,8 %      | [ 4 ]   |
| 18. März 2020      | Die Corona-Lage                           | 18 Minuten + 12 Minuten Fernsehansprache von Bundeskanzlerin Angela Merkel | Susanne Stichler (NDR)    | 8,96 Mio.  | 23,5 %      | [ 5 ]   |
| 19. März 2020      | Die Corona-Lage                           | 20 Minuten                                                                 | Susanne Stichler (NDR)    | 8,29 Mio.  | 22,5 %      | [ 6 ]   |
| 20. März 2020      | Die Corona-Lage                           | 30 Minuten                                                                 | Susanne Stichler (NDR)    | 6,48 Mio.  | 17,2 %      | [ 7 ]   |
| 24. März 2020      | Die Corona-Lage                           | 15 Minuten                                                                 | Ellen Ehni (WDR)          | 6,16 Mio.  | 16,2 %      | [ 8 ]   |
| 25. März 2020      | Die Corona-Lage                           | 18 Minuten                                                                 | Ellen Ehni (WDR)          | 7,54 Mio.  | 20,4 %      | [ 9 ]   |
| 26. März 2020      | Die Corona-Lage                           | 15 Minuten                                                                 | Ellen Ehni (WDR)          | 7,43 Mio.  | 20,3 %      | [ 10 ]  |
| 27. März 2020      | Die Corona-Lage                           | 20 Minuten                                                                 | Ellen Ehni (WDR)          | 6,56 Mio.  | 17,4 %      | [ 11 ]  |
| 31. März 2020      | Die Corona-Lage                           | 25 Minuten                                                                 | Fritz Frey (SWR)          | 6,12 Mio.  | 17,4 %      | [ 12 ]  |
| 01. April 2020     | Die Corona-Lage                           | 15 Minuten                                                                 | Fritz Frey (SWR)          | 6,05 Mio.  | 17,2 %      | [ 13 ]  |
| 02. April 2020     | Die Corona-Lage                           | 25 Minuten                                                                 | Fritz Frey (SWR)          | 6,81 Mio.  | 19,2 %      | [ 14 ]  |
| 03. April 2020     | Die Corona-Lage                           | 25 Minuten                                                                 | Fritz Frey (SWR)          | 5,50 Mio.  | 15,1 %      | [ 15 ]  |
| 06. April 2020     | Die Corona-Lage                           | 30 Minuten                                                                 | Christian Nitsche (BR)    | 4,05 Mio.  | 11,8 %      | [ 16 ]  |
| 07. April 2020     | Die Corona-Lage                           | 15 Minuten                                                                 | Christian Nitsche (BR)    | 5,63 Mio.  | 16,5 %      | [ 17 ]  |
| 08. April 2020     | Die Corona-Lage                           | 15 Minuten                                                                 | Christian Nitsche (BR)    | 6,05 Mio.  | 18,1 %      | [ 18 ]  |
| 09. April 2020     | Die Corona-Lage                           | 20 Minuten                                                                 | Christian Nitsche (BR)    | 7,19 Mio.  | 21,6 %      | [ 19 ]  |
| 14. April 2020     | Die Corona-Lage                           | 20 Minuten                                                                 | Jessy Wellmer (rbb)       | 6,44 Mio.  | 18,1 %      | [ 20 ]  |
| 15. April 2020     | Die Corona-Lage                           | 30 Minuten                                                                 | Jessy Wellmer (rbb)       | 6,77 Mio.  | 18,9 %      | [ 21 ]  |
| 16. April 2020     | Die Corona-Lage                           | 30 Minuten                                                                 | Jessy Wellmer (rbb)       | 7,09 Mio.  | 21,2 %      | [ 22 ]  |
| 17. April 2020     | Die Corona-Lage                           | 30 Minuten                                                                 | Jessy Wellmer (rbb)       | 5,02 Mio.  | 15,1 %      | [ 23 ]  |
| 20. April 2020     | Die Corona-Lage                           | 30 Minuten                                                                 | Wiebke Binder (MDR)       | 4,05 Mio.  | 12,0 %      | [ 24 ]  |
| 21. April 2020     | Die Corona-Lage                           | 15 Minuten                                                                 | Wiebke Binder (MDR)       | 4,50 Mio.  | 13,2 %      | [ 25 ]  |
| 22. April 2020     | Die Corona-Lage                           | 15 Minuten                                                                 | Wiebke Binder (MDR)       | 5,25 Mio.  | 16,3 %      | [ 26 ]  |
| 23. April 2020     | Die Corona-Lage                           | 15 Minuten                                                                 | Wiebke Binder (MDR)       | 6,19 Mio.  | 19,9 %      | [ 27 ]  |
| 24. April 2020     | Die Corona-Lage                           | 15 Minuten                                                                 | Wiebke Binder (MDR)       | 5,76 Mio.  | 17,8 %      | [ 28 ]  |
| 27. April 2020     | Die Corona-Lage                           | 15 Minuten                                                                 | Markus Gürne (hr)         | 4,04 Mio.  | 12,6 %      | [ 29 ]  |
| 28. April 2020     | Die Corona-Lage                           | 15 Minuten                                                                 | Markus Gürne (hr)         | 5,28 Mio.  | 15,1 %      | [ 30 ]  |
| 29. April 2020     | Die Corona-Lage                           | 20 Minuten                                                                 | Markus Gürne (hr)         | 6,49 Mio.  | 19,4 %      | [ 31 ]  |
| 30. April 2020     | Die Corona-Lage                           | 20 Minuten                                                                 | Markus Gürne (hr)         | 6,53 Mio.  | 20,0 %      | [ 32 ]  |
| 04. Mai 2020       | Die Corona-Lage                           | 20 Minuten                                                                 | Susanne Stichler (NDR)    | 4,25 Mio.  | 12,5 %      | [ 33 ]  |
| 05. Mai 2020       | Die Corona-Lage                           | 15 Minuten                                                                 | Susanne Stichler (NDR)    | 5,26 Mio.  | 16,1 %      | [ 34 ]  |
| 06. Mai 2020       | Die Corona-Lage                           | 30 Minuten                                                                 | Susanne Stichler (NDR)    | 4,37 Mio.  | 10,0 %      | [ 35 ]  |
| 07. Mai 2020       | Die Corona-Lage                           | 15 Minuten                                                                 | Susanne Stichler (NDR)    | 6,28 Mio.  | 20,5 %      | [ 36 ]  |
| 08. Mai 2020       | Die Corona-Lage                           | 20 Minuten                                                                 | Susanne Stichler (NDR)    | 3,80 Mio.  | 12,8 %      | [ 37 ]  |
| 11. Mai 2020       | Die Corona-Lage                           | 20 Minuten                                                                 | Ellen Ehni (WDR)          | 3,83 Mio.  | 11,5 %      | [ 38 ]  |
| 12. Mai 2020       | Die Corona-Lage                           | 15 Minuten                                                                 | Ellen Ehni (WDR)          | 4,57 Mio.  | 15,9 %      | [ 39 ]  |
| 13. Mai 2020       | Die Corona-Lage                           | 20 Minuten                                                                 | Ellen Ehni (WDR)          | 5,56 Mio.  | 17,2 %      | [ 40 ]  |
| 15. Mai 2020       | Die Corona-Lage                           | 15 Minuten                                                                 | Ellen Ehni (WDR)          | 4,03 Mio.  | 12,8 %      | [ 41 ]  |
| 18. Mai 2020       | Die Corona-Lage                           | 20 Minuten                                                                 | Fritz Frey (SWR)          | 3,48 Mio.  | 11,3 %      | [ 42 ]  |
| 20. Mai 2020       | Die Corona-Lage                           | 20 Minuten                                                                 | Fritz Frey (SWR)          | 4,00 Mio.  | 14,4 %      | [ 43 ]  |
| 22. Mai 2020       | Die Corona-Lage                           | 15 Minuten                                                                 | Fritz Frey (SWR)          | 4,51 Mio.  | 15,0 %      | [ 44 ]  |
| 25. Mai 2020       | Die Corona-Lage                           | 30 Minuten                                                                 | Christian Nitsche (BR)    | 3,33 Mio.  | 10,5 %      | [ 45 ]  |
| 28. Mai 2020       | Die Corona-Lage                           | 20 Minuten                                                                 | Christian Nitsche (BR)    | 5,55 Mio.  | 19,2 %      | [ 46 ]  |
| 02. Juni 2020      | Die Corona-Lage                           | 15 Minuten                                                                 | Wiebke Binder (MDR)       | 3,93 Mio.  | 14,6 %      | [ 47 ]  |
| 08. Juni 2020      | Die Corona-Lage                           | 18 Minuten                                                                 | Jessy Wellmer (rbb)       | 2,96 Mio.  | 9,9 %       | [ 48 ]  |
| 12. Juni 2020      | Die Corona-Lage                           | 18 Minuten                                                                 | Jessy Wellmer (rbb)       | 3,38 Mio.  | 14,5 %      | [ 49 ]  |
| 15. Juni 2020      | Die Corona-Lage                           | 15 Minuten                                                                 | Markus Gürne (hr)         | 3,65 Mio.  | 12,2 %      | [ 50 ]  |
| 18. Juni 2020      | Die Corona-Lage                           | 18 Minuten                                                                 | Markus Gürne (hr)         | 4,96 Mio.  | 17,6 %      | [ 51 ]  |
| 23. Juni 2020      | Die Corona-Lage                           | 15 Minuten                                                                 | Sabine Scholt (WDR)       | 3,64 Mio.  | 14,4 %      | [ 52 ]  |
| 08. Juli 2020      | Merkels Rede vor dem Europaparlament      | 50 Minuten, Sendebeginn 14:10 Uhr                                          | Ellen Ehni (WDR)          | 0,74 Mio.  | 7,7 %       | [ 53 ]  |
| 30. Juli 2020      | Die Corona-Lage                           | 15 Minuten                                                                 | Ute Brucker (SWR)         | 4,99 Mio.  | 21,3 %      | [ 54 ]  |
| 06. August 2020    | Die Corona-Lage                           | 20 Minuten                                                                 | Susanne Stichler (NDR)    | 4,17 Mio.  | 18,2 %      | [ 55 ]  |
| 27. August 2020    | Die Corona-Lage                           | 22 Minuten                                                                 | Ellen Ehni (WDR)          | 4,45 Mio.  | 16,8 %      | [ 56 ]  |
| 21. September 2020 | Die Corona-Lage                           | 20 Minuten                                                                 | Christian Nitsche (BR)    | 3,52 Mio.  | 11,8 %      | [ 57 ]  |
| 30. September 2020 | Die Corona-Lage                           | 20 Minuten                                                                 | Fritz Frey (SWR)          | 3,40 Mio.  | 11,4 %      | [ 58 ]  |
| 05. Oktober 2020   | Die Corona-Lage                           | 20 Minuten                                                                 | Susanne Stichler (NDR)    | 3,30 Mio.  | 10,2 %      | [ 59 ]  |
| 08. Oktober 2020   | Die Corona-Lage                           | 20 Minuten                                                                 | Sascha Hingst (rbb)       | 6,24 Mio.  | 20,6 %      | [ 60 ]  |
| 14. Oktober 2020   | Die Corona-Lage                           | 15 Minuten                                                                 | Sabine Scholt (WDR)       | 5,31 Mio.  | 16,8 %      | [ 61 ]  |
| 20. Oktober 2020   | Die Corona-Lage                           | 20 Minuten                                                                 | Ute Brucker (SWR)         | 5,67 Mio.  | 17,0 %      | [ 62 ]  |
| 28. Oktober 2020   | Die Corona-Lage                           | 20 Minuten                                                                 | Wiebke Binder (MDR)       | 6,45 Mio.  | 19,8 %      | [ 63 ]  |
| 02. November 2020  | Die Corona-Lage                           | 30 Minuten                                                                 | Sabine Scholt (WDR)       | 4,61 Mio.  | 13,7 %      | [ 64 ]  |
| 10. November 2020  | Die Corona-Lage                           | 15 Minuten                                                                 | Ute Brucker (SWR)         | 6,03 Mio.  | 17,7 %      | [ 65 ]  |
| 16. November 2020  | Die Corona-Lage                           | 15 Minuten                                                                 | Markus Gürne (hr)         | 5,28 Mio.  | 15,1 %      | [ 66 ]  |
| 25. November 2020  | Die Corona-Lage                           | 30 Minuten                                                                 | Christian Nitsche (BR)    | 4,27 Mio.  | 12,7 %      | [ 67 ]  |
| 26. November 2020  | Die Corona-Lage                           | 15 Minuten                                                                 | Christian Nitsche (BR)    | 4,95 Mio.  | 15,0 %      | [ 68 ]  |
| 08. Dezember 2020  | Die Corona-Lage                           | 30 Minuten                                                                 | Sabine Scholt (WDR)       | 5,41 Mio.  | 16,6 %      | [ 69 ]  |
| 11. Dezember 2020  | Die Corona-Lage                           | 20 Minuten                                                                 | Susanne Stichler (NDR)    | 5,69 Mio.  | 17,5 %      | [ 70 ]  |
| 13. Dezember 2020  | Die Corona-Lage                           | 15 Minuten                                                                 | Susanne Stichler (NDR)    | 11,72 Mio. | 31,4 %      | [ 71 ]  |
| 14. Dezember 2020  | Die Corona-Lage                           | 15 Minuten                                                                 | Jessy Wellmer (rbb)       | 4,78 Mio.  | 14,0 %      | [ 72 ]  |
| 16. Dezember 2020  | Die Corona-Lage                           | 15 Minuten                                                                 | Susann Reichenbach (rbb)  | 4,88 Mio.  | 14,8 %      | [ 73 ]  |
| 21. Dezember 2020  | Die Corona-Lage                           | 20 Minuten                                                                 | Fritz Frey (SWR)          | 4,01 Mio.  | 11,4 %      | [ 74 ]  |
| 23. Dezember 2020  | Die Corona-Lage                           | 15 Minuten                                                                 | Fritz Frey (SWR)          | 4,74 Mio.  | 14,6 %      | [ 75 ]  |

## 2021
Falls nicht anders angegeben, war der Sendebeginn um 20:15 Uhr, im Anschluss an die Tagesschau-Hauptausgabe.
| Sendedatum        | Titel                                                               | Dauer      | Moderation (Sendeanstalt) | Zuschauer | Marktanteil | Quellen |
| ----------------- | ------------------------------------------------------------------- | ---------- | ------------------------- | --------- | ----------- | ------- |
| 05. Januar 2021   | Die Corona-Lage                                                     | 20 Minuten | Wiebke Binder (MDR)       | 6,86 Mio. | 19,2 %      | [ 76 ]  |
| 19. Januar 2021   | Die Corona-Lage                                                     | 20 Minuten | Markus Gürne (hr)         | 6,99 Mio. | 19,2 %      | [ 77 ]  |
| 29. Januar 2021   | Die Corona-Lage                                                     | 15 Minuten | Christian Nitsche (BR)    | 4,85 Mio. | 14,4 %      | [ 78 ]  |
| 01. Februar 2021  | Die Corona-Lage                                                     | 17 Minuten | Ellen Ehni (WDR)          | 3,90 Mio. | 11,6 %      | [ 79 ]  |
| 10. Februar 2021  | Die Corona-Lage                                                     | 20 Minuten | Susanne Stichler (NDR)    | 5,63 Mio. | 16,4 %      | [ 80 ]  |
| 16. Februar 2021  | Die Corona-Lage                                                     | 15 Minuten | Jessy Wellmer (rbb)       | 5,41 Mio. | 16,0 %      | [ 81 ]  |
| 19. Februar 2021  | Präsident Bidens Botschaft an Europa                                | 15 Minuten | Christian Nitsche (BR)    | 3,86 Mio. | 11,6 %      | [ 82 ]  |
| 22. Februar 2021  | Die Corona-Lage                                                     | 15 Minuten | Ute Brucker (SWR)         | 3,55 Mio. | 10,5 %      | [ 83 ]  |
| 03. März 2021     | Die Corona-Lage                                                     | 15 Minuten | Wiebke Binder (MDR)       | 5,71 Mio. | 16,8 %      | [ 84 ]  |
| 04. März 2021     | Die Corona-Lage                                                     | 15 Minuten | Markus Gürne (hr)         | 5,61 Mio. | 16,5 %      | [ 85 ]  |
| 08. März 2021     | Die Corona-Lage                                                     | 15 Minuten | Christian Nitsche (BR)    | 4,87 Mio. | 14,6 %      | [ 86 ]  |
| 16. März 2021     | Die Corona-Lage                                                     | 20 Minuten | Sabine Scholt (WDR)       | 5,07 Mio. | 17,6 %      | [ 87 ]  |
| 19. März 2021     | Die Corona-Lage                                                     | 20 Minuten | Susanne Stichler (NDR)    | 4,34 Mio. | 13,3 %      | [ 88 ]  |
| 22. März 2021     | Die Corona-Lage                                                     | 15 Minuten | Armgard Müller-Adams (SR) | 5,07 Mio. | 15,0 %      | [ 89 ]  |
| 23. März 2021     | Die Corona-Lage                                                     | 20 Minuten | Jessy Wellmer (rbb)       | 5,83 Mio. | 17,4 %      | [ 90 ]  |
| 31. März 2021     | Die Corona-Lage                                                     | 15 Minuten | Fritz Frey (SWR)          | 4,04 Mio. | 13,8 %      | [ 91 ]  |
| 01. April 2021    | Die Corona-Lage                                                     | 20 Minuten | Fritz Frey (SWR)          | 4,61 Mio. | 15,4 %      | [ 92 ]  |
| 06. April 2021    | Die Corona-Lage                                                     | 15 Minuten | Wiebke Binder (MDR)       | 5,86 Mio. | 18,1 %      | [ 93 ]  |
| 21. April 2021    | Die Corona-Lage                                                     | 15 Minuten | Markus Gürne (hr)         | 5,48 Mio. | 17,4 %      | [ 94 ]  |
| 26. April 2021    | Die Corona-Lage                                                     | 20 Minuten | Christian Nitsche (BR)    | 4,38 Mio. | 13,8 %      | [ 95 ]  |
| 10. Mai 2021      | Die Corona-Lage                                                     | 15 Minuten | Sabine Scholt (WDR)       | 3,76 Mio. | 12,4 %      | [ 96 ]  |
| 27. Mai 2021      | Die Corona-Lage                                                     | 15 Minuten | Susanne Stichler (NDR)    | 6,1 Mio.  | 19,5 %      | [ 97 ]  |
| 02. Juli 2021     | Die Corona-Lage                                                     | 15 Minuten | Armgard Müller-Adams (SR) | 2,42 Mio. | 9,0 %       | [ 98 ]  |
| 10. August 2021   | Die Corona-Lage                                                     | 15 Minuten | Sascha Hingst (rbb)       | 4,15 Mio. | 16,5 %      | [ 99 ]  |
| 01. November 2021 | Die Corona-Lage                                                     | 15 Minuten | Fritz Frey (SWR)          | 3,21 Mio. | 10,5 %      | [ 100 ] |
| 15. November 2021 | Die Corona-Lage                                                     | 20 Minuten | Wiebke Binder (MDR)       | 3,43 Mio. | 11,5 %      | [ 101 ] |
| 18. November 2021 | Die Corona-Lage                                                     | 20 Minuten | Markus Gürne (hr)         | 6,16 Mio. | 20,3 %      | [ 102 ] |
| 26. November 2021 | Die Corona-Lage                                                     | 15 Minuten | Christian Nitsche (BR)    | 4,94 Mio. | 17,0 %      | [ 103 ] |
| 30. November 2021 | Die Corona-Lage                                                     | 15 Minuten | Sabine Scholt (WDR)       | 4,79 Mio. | 15,5 %      | [ 104 ] |
| 02. Dezember 2021 | Die Corona-Lage                                                     | 20 Minuten | Susanne Stichler (NDR)    | 7,06 Mio. | 22,7 %      | [ 105 ] |
| 09. Dezember 2021 | Die Corona-Lage                                                     | 15 Minuten | Armgard Müller-Adams (SR) | 6,36 Mio. | 21,5 %      | [ 106 ] |
| 13. Dezember 2021 | Die Corona-Lage „Unter Druck: Deutschland im zweiten Corona-Herbst“ | 15 Minuten | Jessy Wellmer (rbb)       | 3,63 Mio. | 11,6 %      | [ 107 ] |
| 21. Dezember 2021 | Die Corona-Lage                                                     | 15 Minuten | Fritz Frey (SWR)          | 5,36 Mio. | 17,3 %      | [ 108 ] |

## 2022
Falls nicht anders angegeben, war der Sendebeginn um 20:15 Uhr, im Anschluss an die Tagesschau-Hauptausgabe.
| Sendedatum       | Titel/Thema                                                                          | Dauer                             | Moderation (Sendeanstalt) | Zuschauer | Marktanteil | Quellen |
| ---------------- | ------------------------------------------------------------------------------------ | --------------------------------- | ------------------------- | --------- | ----------- | ------- |
| 07. Januar 2022  | Die Corona-Lage                                                                      | 15 Minuten                        | Wiebke Binder (MDR)       | 5,22 Mio. | 17,6 %      | [ 109 ] |
| 17. Januar 2022  | Die Corona-Lage                                                                      | 30 Minuten                        | Markus Gürne (hr)         | 3,30 Mio. | 10,4 %      | [ 110 ] |
| 24. Januar 2022  | Die Corona-Lage                                                                      | 15 Minuten                        | Christan Nitsche (BR)     | 3,48 Mio. | 11,2 %      | [ 111 ] |
| 16. Februar 2022 | Die Corona-Lage                                                                      | 15 Minuten                        | Sabine Scholt (WDR)       | 4,61 Mio. | 15,2 %      | [ 112 ] |
| 18. Februar 2022 | Orkan über Deutschland                                                               | 10 Minuten                        | Susanne Stichler (NDR)    | 5,11 Mio. | 16,1 %      | [ 113 ] |
| 17. März 2022    | Ministerpräsidentenkonferenz zur Corona-Lage und Versorgung ukrainischer Flüchtlinge | 20 Minuten                        | Susanne Stichler (NDR)    | 5,61 Mio. | 19,2 %      | [ 114 ] |
| 06. April 2022   | Die Corona-Lage                                                                      | 15 Minuten                        | Jessy Wellmer (rbb)       | 4,18 Mio. | 14,9 %      | [ 115 ] |
| 26. Juni 2022    | G7-Gipfel Elmau – Der Auftakt                                                        | 45 Minuten, Sendebeginn 12:00 Uhr | Christian Nitsche (BR)    | 0,84 Mio. | 8,6 %       | [ 116 ] |
| 19. Juli 2022    | Hitze in Deutschland                                                                 | 15 Minuten                        | Hülya Deyneli (hr)        | 3,42 Mio. | 15,5 %      | [ 117 ] |

## 2024
Falls nicht anders angegeben, war der Sendebeginn um 20:15 Uhr, im Anschluss an die Tagesschau-Hauptausgabe.
| Sendedatum        | Titel                                                            | Dauer      | Moderation (Sendeanstalt) | Zuschauer | Marktanteil | Quellen |
| ----------------- | ---------------------------------------------------------------- | ---------- | ------------------------- | --------- | ----------- | ------- |
| 07. Oktober 2024  | Ein Jahr Terrorangriff der Hamas – Der Gaza-Krieg und die Folgen | 30 Minuten | Christian Nitsche (BR)    | 2,17 Mio. | 8,8 %       | [ 118 ] |
| 11. November 2024 | Ampel aus, Trump-Sieg – und jetzt?                               | 45 Minuten | Ellen Ehni (WDR)          | 2,88 Mio. | 11,0 %      | [ 119 ] |

## 2025
Falls nicht anders angegeben, war der Sendebeginn um 20:15 Uhr, im Anschluss an die Tagesschau-Hauptausgabe.
| Sendedatum    | Titel                                        | Dauer      | Moderation (Sendeanstalt) | Zuschauer | Marktanteil | Quellen |
| ------------- | -------------------------------------------- | ---------- | ------------------------- | --------- | ----------- | ------- |
| 17. März 2025 | Verteidigung – wie schützt sich Deutschland? | 30 Minuten | Christian Nitsche (BR)    |           |             | [ 120 ] |